# Žabeň
Žabeň (en allemand : Schaben) est une commune du district de Frýdek-Místek, dans la région de Moravie-Silésie, en République tchèque. Sa population s'élevait à 960 habitants en 2024.

## Géographie
Žabeň est arrosée par les rivières Ostravice et Olešna, et se trouve à 6 km au nord-ouest du centre de Frýdek-Místek, à 13 km au sud-sud-est d'Ostrava et à 281 km à l'est-sud-est de Prague.
La commune est limitée par Paskov au nord, par Frýdek-Místek à l'est, par Sviadnov au sud, et par Staříč à l'ouest.

## Histoire
La première mention écrite de la localité date de 1460.

## Transports
Par la route, Žabeň se trouve à 5 km de Frýdek-Místek, à 16 km d'Ostrava et à 358 km de Prague.